# Turmhügelburg Haselberg
Die Turmhügelburg Haselberg ist die Ruine einer Höhenburg vom Typus einer Turmhügelburg (Motte) am westlichen Rand des Haselbergs auf 480 m ü. NHN über dem Schellerbach in der Gemarkung Strahlfeld der Stadt Roding im Oberpfälzer Landkreis Cham in Bayern. Die Anlage wird als Bodendenkmal unter der Aktennummer D-3-6740-0004 als „mittelalterlicher Turmhügel“ geführt. 

## Geschichte
Der Anfang der Motte könnte schon vor 1100 liegen und ihre Aufgabe erfolgte vermutlich schon im 13. Jahrhundert. Vermutlich war die Motte, die auch eine Vorläuferanlage der nahegelegenen Burg Schwärzenberg gewesen sein könnte, eine Grenzburg und Sitz eines unbekannten Ministerialengeschlechts des Hochstifts Bamberg.

## Beschreibung
Bei der Motte handelt es sich um eine annähernd quadratische Burganlage mit einer Innenfläche von 22 mal 23 Metern mit gerundeten Ecken, vermutlich einem Donjon, der als Bergfried und Wohnturm diente. Die Anlage mit externer Wasserversorgung war geschützt durch einen 7,5 bis 10 Meter breiten und bis 3 Meter tiefen Graben, dem hangseitig ein Außenwall vorgelagert war. Spuren im Innenraum weisen auf einen Randwall mit Mauer hin. Heute zeigt die Anlage noch bedeutende Reste, die inzwischen stark überwachsen sind. Der Burgplatz ist heute ein Bodendenkmal.